# 幕 (小说)
《幕》（英語：Curtain，又译《帷幕》，《落幕》）是英国女作家阿加莎·克里斯蒂的一部侦探小说，也是主人公比利时大侦探赫丘勒·白羅和他的老友黑斯廷斯的最后一案。

## 情节概要
黑斯廷斯收到老友白羅的来信，白羅在信中说自己深受关节炎之苦，去埃及疗养后更加恶化，已不能行动，希望黑斯廷斯前来斯泰尔斯庄园与自己會合。斯泰尔斯庄园是几十年前白羅和黑斯廷斯重逢，并破获了“斯泰尔斯神秘案件”的地方。黑斯廷斯来到庄园后，发现自己的女儿茱蒂丝和她的雇主——科学家富兰克林也在庄园。之后黑斯廷斯看望了白羅，发现他已垂垂老矣，生活完全要靠一个叫卡狄斯的仆人照顾，但他的脑力不减当年。白羅认真地告诉上尉他正在追寻一个和五个案件有关系的手法高超的谋杀犯“X”才来到此地，希望能够阻止“X”继续犯罪。但由于他身体每况愈下，目前还无法知道“X”此次的犯罪对象是谁，他要求黑斯廷斯帮助自己调查，但是拒绝透露他的怀疑对象。
白羅的讲述让黑斯廷斯处于紧张和思考之中，在晚餐时把就餐的每个人怀疑了一遍。饭后朱蒂丝和黑斯廷斯谈到，卡林顿曾透露自己和富兰克林夫人是青梅竹马，并且对富兰克林先生现在专注于科学而冷落他夫人十分不满。黑斯廷斯随即再次见到白羅，希望白羅能告诉他心中怀疑对象。白羅则认为他会泄露秘密，坚决不告诉他。郁闷的黑斯廷斯下楼后就和其他人一起玩桥牌。拉特雷尔上校打得不好，引起了打得很好的拉特雷尔夫人的愤怒，她大骂起自己的丈夫来。黑斯廷斯和诺顿只好走出客厅，谈起话来。诺顿认为上校实在太窝囊了，并且看到远处朱蒂丝似乎和花花公子阿勒顿在约会。憤怒的海斯汀，在阿勒頓的杯子內下了過量的安眠藥...

## 主要人物
- 赫丘勒·白羅，比利时侦探
- 卡狄斯，波洛的仆人，顶替了长期服务的乔治。
- 阿瑟·黑斯廷斯，波洛的老朋友，朱蒂丝的父亲。
- 约翰·富兰克林博士，化学研究者。
- 芭芭拉·富兰克林，富兰克林博士的妻子。
- 朱蒂丝·黑斯廷斯，黑斯廷斯的女儿，富兰克林博士的助手。
- 克雷文护士，负责照顾富兰克林太太。
- 卡林顿先生，芭芭拉的旧识。
- 阿勒顿，名声不好的花花公子。
- 斯蒂芬·诺顿，鸟类观察者。
- 托比·拉特雷尔上校，斯泰尔斯庄园的主人。
- 黛茜·拉特雷尔，拉特雷尔上校之妻，性格泼辣。
- 伊莉沙白·高尔

## 写作始末
1930年代末，第二次世界大战爆发。阿加莎·克里斯蒂担心自己能否活下来，就写好了以白羅为主角的侦探故事的结尾，也就是《幕》，亦當作留給女兒羅莎琳德·希克斯的禮物。小说写成之后就被锁进了保险柜，一锁就是三十多年。1975年克里斯蒂决定不再创作侦探小说，才同意将《幕》出版。1975年8月6日的《纽约时报》在头版刊登了白羅去世的讣告和新出版的这部小说的封面。在小说出版的第二年的1月，阿加莎·克里斯蒂去世。